# George Christopher
George Christopher (Arcadia, 8 dicembre 1907 – San Francisco, 14 settembre 2000) è stato un politico greco naturalizzato statunitense.

## Biografia
Fu il 34º sindaco di San Francisco.